# Club Baloncesto Canarias 2017-2018
Questa voce raccoglie le informazioni riguardanti il Club Baloncesto Canarias nelle competizioni ufficiali della stagione 2017-2018.

## Stagione
La stagione 2017-2018 del Club Baloncesto Canarias è la 14ª nel massimo campionato spagnolo di pallacanestro, la Liga ACB.

## Roster
Aggiornato al 14 luglio 2018.
| Iberostar Tenerife 2017-18 | Iberostar Tenerife 2017-18 |
| Giocatori                  | Staff tecnico              |
| -------------------------- | -------------------------- |

| N. | Naz.                                        | Ruolo | Nome                 | Anno | Alt.   | Peso   |  |
| -- | ------------------------------------------- | ----- | -------------------- | ---- | ------ | ------ |  |
| 00 | Spagna (bandiera)                           | P     | Rodrigo San Miguel   | 1985 | 186 cm | 84 kg  |  |
| 2  | Nigeria (bandiera)                          | PG    | Josh Akognon         | 1986 | 180 cm | 84 kg  |  |
| 5  | Argentina (bandiera) · Italia (bandiera)    | PG    | Nicolás Richotti (C) | 1986 | 183 cm | 80 kg  |  |
| 6  | Svezia (bandiera)                           | G     | Tobias Borg          | 1993 | 183 cm | 77 kg  |  |
| 7  | Senegal (bandiera) · Spagna (bandiera)      | C     | Mamadou Niang        | 1994 | 209 cm | 107 kg |  |
| 9  | Spagna (bandiera)                           | P     | Pedro Llompart       | 1982 | 187 cm | 84 kg  |  |
| 10 | Spagna (bandiera)                           | P     | Ferrán Bassas        | 1992 | 181 cm | 85 kg  |  |
| 12 | Stati Uniti (bandiera) · Nigeria (bandiera) | C     | Tai Odiase           | 1995 | 206 cm | 109 kg |  |
| 13 | Stati Uniti (bandiera)                      | C     | Mike Tobey           | 1994 | 213 cm | 115 kg |  |
| 14 | Danimarca (bandiera)                        | AP    | Mads Stürup          | 1997 | 197 cm | 90 kg  |  |
| 17 | Spagna (bandiera)                           | C     | Fran Vázquez         | 1983 | 209 cm | 109 kg |  |
| 20 | Polonia (bandiera)                          | AP    | Mateusz Ponitka      | 1993 | 196 cm | 92 kg  |  |
| 21 | Stati Uniti (bandiera)                      | AG    | Tim Abromaitis       | 1989 | 203 cm | 107 kg |  |
| 24 | Bosnia ed Erzegovina (bandiera)             | AG    | Adin Vrabac          | 1994 | 204 cm | 95 kg  |  |
| 25 | Ungheria (bandiera)                         | AG    | Rosco Allen          | 1993 | 208 cm | 100 kg |  |
| 33 | Spagna (bandiera)                           | AP    | Javier Beirán        | 1987 | 200 cm | 90 kg  |  |
| 34 | Stati Uniti (bandiera) · Spagna (bandiera)  | P     | Davin White          | 1981 | 185 cm | 88 kg  |  |
| 77 | Grecia (bandiera)                           | AP    | Kōstas Vasileiadīs   | 1984 | 201 cm | 102 kg |  |

| Allenatore                                                                                      |
| - Nenad Marković (fino al 24 novembre) - Fōtīs Katsikarīs (dal 24 novembre)                     |
| Assistente/i                                                                                    |
| - Marco Antonio Justo - Nacho Yáñez Legenda - (C) Capitano - (IN) Inattivo - Infortunato Roster |

## Mercato

### Sessione estiva
| Acquisti | Acquisti        | Acquisti  | Acquisti   | Acquisti |
| R.a      | Nome            | da        | Modalità   |          |
| -------- | --------------- | --------- | ---------- | -------- |
| AP       | Mateusz Ponitka | Karşıyaka | definitivo |          |
| AP       | Mads Stürup     | Óbila     | definitivo |          |
| C        | Mike Tobey      | Valencia  | definitivo |          |
| AG       | Adin Vrabac     | Partizan  | definitivo |          |
| AG       | Rosco Allen     | Obradoiro | definitivo |          |

| Cessioni | Cessioni         | Cessioni          | Cessioni       | Cessioni |
| R.       | Nome             | a                 | Modalità       |          |
| -------- | ---------------- | ----------------- | -------------- | -------- |
| AP       | Marius Grigonis  | Alba Berlino      | rescissione    |          |
| AG       | Will Hanley      | Porto             | fine contratto |          |
| A        | Tariq Kirksay    | Buc. de La Guaira | fine contratto |          |
| C        | Giōrgos Mpogrīs  | Olympiakos        | fine contratto |          |
| AP       | Aaron Doornekamp | Valencia          | fine contratto |          |

### Dopo l'inizio della stagione
| Acquisti | Acquisti           | Acquisti        | Acquisti        | Acquisti   |
| R.       | Nome               | da              | Data            | Modalità   |
| -------- | ------------------ | --------------- | --------------- | ---------- |
| P        | Pedro Llompart     | Valencia        | 9 novembre 2017 | definitivo |
| AP       | Kōstas Vasileiadīs | Aries Trikala   | 5 dicembre 2017 | definitivo |
| PG       | Josh Akognon       | Shanghai Sharks | 12 gennaio 2018 | definitivo |
| G        | Tobias Borg        | Södertälje      | 1 febbraio 2018 | definitivo |
| C        | Tai Odiase         | UIC Flames      | 21 aprile 2018  | definitivo |

| Cessioni | Cessioni       | Cessioni       | Cessioni         | Cessioni       |
| R.       | Nome           | a              | Data             | Modalità       |
| -------- | -------------- | -------------- | ---------------- | -------------- |
| P        | Pedro Llompart | Pall. Reggiana | 22 novembre 2017 | fine contratto |
| AG       | Adin Vrabac    | Free agent     | 9 dicembre 2017  | rescissione    |